# Choretrum
Choretrum es un género con once especies de plantas de flores perteneciente a la familia Santalaceae. 

## Especies seleccionadas
- Choretrum candollei
- Choretrum chrysanthum
- Choretrum glomeratum
- Choretrum lateriflorum
- Choretrum oxycladum
- Choretrum pauciflorum
- Choretrum pendulum
- Choretrum preissianum
- Choretrum pritzelii
- Choretrum spicatum
- Choretrum spinosum